# ديونت كريسماس
ديونت كريسماس (بالإنجليزية: Dionte Christmas)‏ مواليد 15 سبتمبر 1986 في فيلادلفيا، هو لاعب كرة سلة أمريكي. بدأ مسيرته الاحترافية في سنة 2009. يبلغ طوله 6 قدم 5 بوصة (2.0 م).

## المسيرة الاحترافية
لعب مع نادي نيمبورك لكرة السلة في سنة 2011، ثم لعب مع نادي سسكا موسكو لكرة السلة في الدوري الروسي في موسم 2012–13، ثم لعب مع منز سانا 1871 باسكت في موسم 2012–13، ثم لعب مع فينيكس صنز في موسم 2013–2014، ثم لعب مع باريس لوفالوا في الدوري الفرنسي في موسم 2014–15.

## إحصائيات المسيرة

### الرابطة الوطنية لكرة السلة

#### الموسم الاعتيادي
| السنة   | الفريق     | لعب | بدأ | دقيقة | ميداني% | ثلاثية | حرة  | ارتداد | صنع | استلاب | تصدي | نقطة |
| ------- | ---------- | --- | --- | ----- | ------- | ------ | ---- | ------ | --- | ------ | ---- | ---- |
| 2013–14 | فينيكس صنز | 31  | 0   | 6.4   | .355    | .290   | .750 | 1.2    | .3  | .1     | .1   | 2.3  |
| المسيرة | المسيرة    | 31  | 0   | 6.4   | .355    | .290   | .750 | 1.2    | .3  | .1     | .1   | 2.3  |

### الدوري الأوروبي
| السنة   | الفريق                     | لعب | بدأ | دقيقة | ميداني% | ثلاثية | حرة  | ارتداد | صنع | استلاب | تصدي | نقطة | أداء |
| ------- | -------------------------- | --- | --- | ----- | ------- | ------ | ---- | ------ | --- | ------ | ---- | ---- | ---- |
| 2012–13 | نادي سسكا موسكو لكرة السلة | 13  | 6   | 15.2  | .483    | .556   | .727 | 1.1    | .7  | .4     | .1   | 6.5  | 4.2  |
| المسيرة | المسيرة                    | 13  | 6   | 15.2  | .483    | .556   | .727 | 1.1    | .7  | .4     | .1   | 6.5  | 4.2  |

## روابط خارجية
- ديونت كريسماس على موقع إن بي أي (الإنجليزية)
- ديونت كريسماس على موقع سبورتس رفرنس (الإنجليزية)
- ديونت كريسماس على موقع كرة السلة الأوروبية.كوم (الإنجليزية)
- ديونت كريسماس على موقع كلية كرة السلة في سبورتس رفرنس.كوم (الإنجليزية)
- ديونت كريسماس على موقع ريلجم (الإنجليزية)
- ديونت كريسماس على موقع بروبوليرز (الإنجليزية)
- ديونت كريسماس على موقع سبورتس رفرنس (الإنجليزية)
- ديونت كريسماس على موقع سبورتس رفرنس (الإنجليزية)